# Majnek Antal
Majnek Antal OFM (Budapest, 1951. november 18. –) a Munkácsi római katolikus egyházmegye nyugalmazott püspöke.

## Pályafutása
Az általános iskolát Pilisszentlászlón végezte, majd a Szentendrei Móricz Zsigmond Gimnáziumban érettségizett. A Budapesti Műszaki Egyetemen villamosmérnöki diplomát szerzett, ezt követően egy évig a Mechanikai Mérőműszerek Gyárában dolgozott.
1977-ben lépett be a ferences rend Kapisztrán Szent Jánosról elnevezett magyarországi provinciájába. A Ferences Hittudományi Főiskolán végezte teológiai tanulmányait Esztergomban és Budapesten. 1981. szeptember 15-én tette le örökfogadalmát, majd 1982. április 17-én szentelték pappá Budapesten. A Szentendrei Ferences Gimnáziumban fizika-technika és hittan szakos tanárként működött.
1989 júliusában kezdte missziós tevékenységét két rendtársával Kárpátalján, Nagyszőlősön. 1993-ban a nagyszőlősi ferences misszió vezetője lett. Huszti plébánosként a Huszti és Técsői járásban végzett lelkipásztori szolgálatot. 1993-tól a kárpátaljai magyar hívek vikáriusaként is szolgált.

### Püspöki pályafutása
II. János Pál pápa 1995. december 9-én nevezte ki febianai címzetes püspökké és az 1993. augusztus 14-én megalapított Kárpátaljai apostoli kormányzóság segédpüspökévé, december 17-től pedig általános helynök lett. II. János Pál Rómában szentelte püspökké 1996. január 6-án.  Püspöki jelmondta: „Az Úr az én erősségem.” Az ő feladata lett az egyházszervezet felépítése, ugyanakkor folyamatosan végez lelkipásztori tevékenységet is.

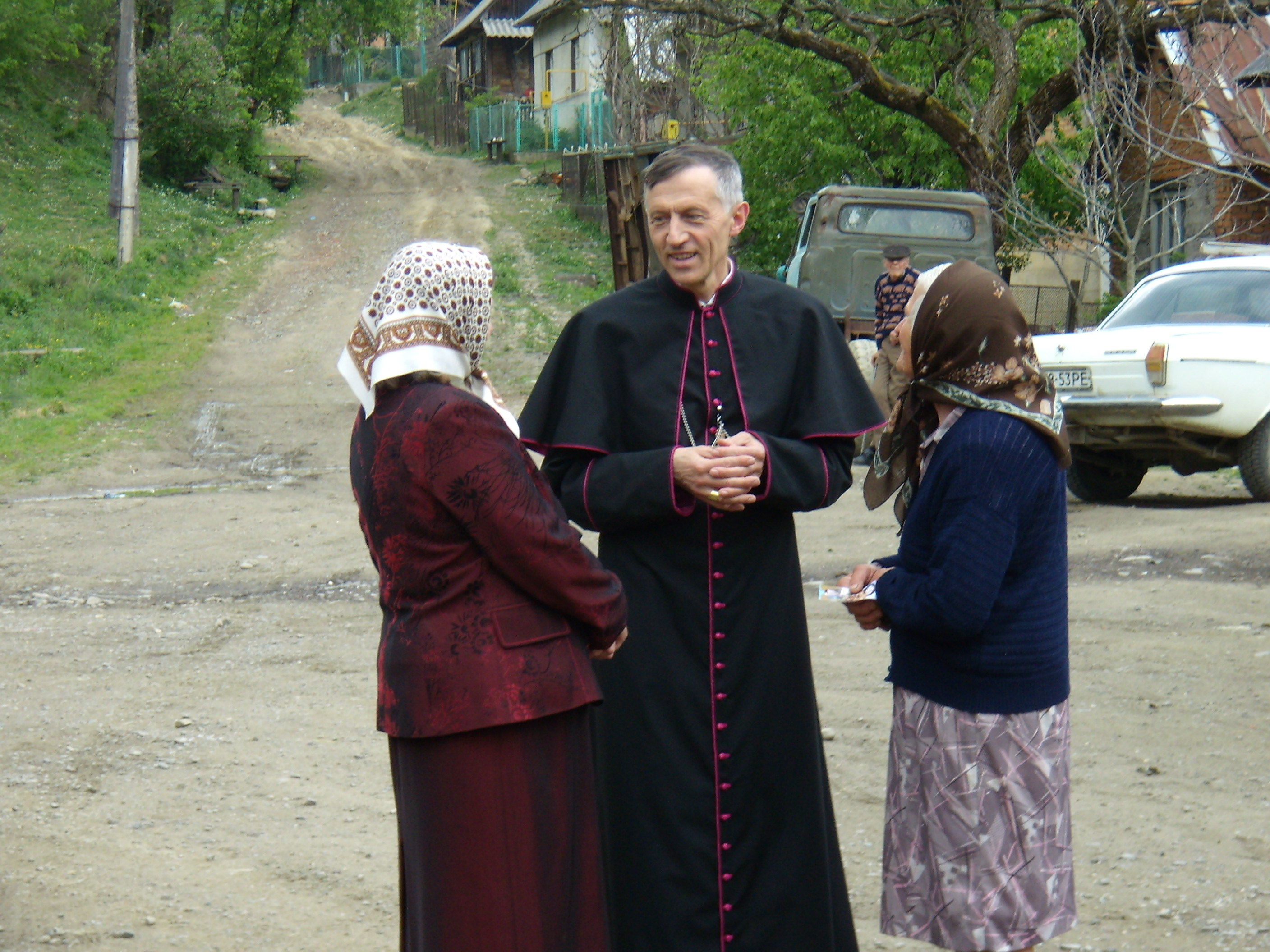
2007-ben Kerekhegyen

1997. október 7-én apostoli adminisztrátorrá nevezték ki a Kárpátaljai apostoli kormányzóság élére. 2002. március 27-én II. János Pál pápa az apostoli kormányzóságot egyházmegyei rangra emelte, megalapítva a Munkácsi római katolikus egyházmegyét, s annak első megyéspüspökévé Majnek Antalt nevezte ki. Az Ukrán Római Katolikus Püspöki Konferencia migráció, cigánypasztoráció és ökológia témákért felelős tagja.
A Pázmány Péter Katolikus Egyetemen kánonjogi posztgraduális képzést végzett 2005–2008 között.
Az Ukrán Római Katolikus Püspöki konferencia tagjaként 1999-ben, 2007-ben és 2015-ben vett részt ad limina látogatáson a Vatikánban.
2022. január 28-án Ferenc pápa elfogadta az egyházmegye kormányzásáról való lemondását.

## Díjak
- Magyar Köztársasági Érdemrend lovagkeresztje (2009)[10]